# آنیا کارمن
آنیا کارمن (به انگلیسی: Anja Čarman) (زادهٔ ۲۲ مارس ۱۹۸۵) شناگر اهل اسلوونی است.